# Agos
Agos är en armenisk veckotidskrift som ges ut i Turkiet på både turkiska och armeniska. Den etablerades den 1996 och har sitt huvudkontor i Istanbul. Tidningen är känd för att ha skrivit ett flertal artiklar om det armeniska folkmordet. En följd av detta tros ha blivit att tidningens dåvarande chefredaktör Hrant Dink sköts till döds utanför tidningens kontor i januari 2007. Turkiska nationalister misstänks för dådet.
Tidningen har bland annat skrivit om den turkiska piloten Sabiha Gökçen som var adoptivdotter till grundaren av republiken Turkiet, Kemal Atatürk. Där det avslöjades att hennes födelsenamn var Hatun Sebilciyan. Vars biologiska föräldrar var armenier, som dött i det armeniska folkmordet under första världskriget.